# Біла-сакра
Біла-сакра (кат. Vila-sacra) - муніципалітет, розташований в Автономній області Каталонія, в Іспанії. Знаходиться у районі (кумарці) Ал Ампурда провінції Жирона, згідно з новою адміністративною реформою перебуватиме у складі Баґарії (округи) Жирона.

## Населення
Населення міста (у 2007 р.) становить 508 осіб (з них менше 14 років - 12,2%, від 15 до 64 - 71,1%, понад 65 років - 16,7%). У 2006 р. народжуваність склала 4 особи, смертність - 5 осіб, зареєстровано 3 шлюби. У 2001 р. активне населення становило 217 осіб, з них безробітних - 10 осіб.

Серед осіб, які проживали на території міста у 2001 р., 297 народилися в Каталонії (з них 244 особи у тому самому районі, або кумарці), 65 осіб приїхало з інших областей Іспанії, а 43 особи приїхали з-за кордону. 

Університетську освіту має 11,3% усього населення. 

У 2001 р. нараховувалося 140 домогосподарств (з них 20% складалися з однієї особи, 28,6% з двох осіб,15% з 3 осіб, 20% з 4 осіб, 12,1% з 5 осіб, 3,6% з 6 осіб, 0,7% з 7 осіб, 0% з 8 осіб і 0% з 9 і більше осіб).

Активне населення міста у 2001 р. працювало у таких сферах діяльності : у сільському господарстві - 12,1%, у промисловості - 12,6%, на будівництві - 15% і у сфері обслуговування - 60,4%. 

 У муніципалітеті або у власному районі (кумарці) працює 274 особи, поза районом - 142 особи.

### Зростання населення
| 1497 f | 1515 f | 1553 f | 1717 | 1787 | 1857 | 1877 | 1887 | 1900 | 1910 |
| ------ | ------ | ------ | ---- | ---- | ---- | ---- | ---- | ---- | ---- |
| 26     | -      | 31     | 159  | 239  | 377  | 405  | 430  | 445  | 413  |

| 1920 | 1930 | 1940 | 1950 | 1960 | 1970 | 1981 | 1990 | 1992 | 1994 |
| ---- | ---- | ---- | ---- | ---- | ---- | ---- | ---- | ---- | ---- |
| 424  | 398  | 385  | 389  | 407  | 497  | 385  | 438  | 402  | 385  |

| 1996 | 1998 | 2000 | 2002 | 2004 | 2006 | 2008 | 2010 | 2012 | 2014 |
| ---- | ---- | ---- | ---- | ---- | ---- | ---- | ---- | ---- | ---- |
| 351  | 344  | 383  | 414  | 483  | 485  | -    | -    | -    | -    |

### Безробіття
У 2007 р. нараховувалося 12 безробітних (у 2006 р. - 12 безробітних), з них чоловіки становили 0%, а жінки - 100%.

## Економіка

### Підприємства міста

#### Промислові підприємства
| \| Промислові підприємства міста, за сферою діяльності \| Промислові підприємства міста, за сферою діяльності \| Промислові підприємства міста, за сферою діяльності \| \| Рік \| 2002 р. \| 2001 р. \| \| --------------------------------------------------- \| --------------------------------------------------- \| --------------------------------------------------- \| \| Енергетичні та водні ресурси \| 0% \| 0% \| \| Хімія та метали \| 14,3% \| 25% \| \| Переробка металів \| 42,9% \| 37,5% \| \| Продукти харчування \| 0% \| 0% \| \| Текстиль \| 0% \| 0% \| \| Виробництво меблів, видання \| 42,9% \| 37,5% \| \| Інше \| 0% \| 0% \| \| Усього підприємств \| 7 \| 8 \| |         |         |
| Промислові підприємства міста, за сферою діяльності |         |         |
| Рік | 2002 р. | 2001 р. |
| Енергетичні та водні ресурси | 0%      | 0%      |
| Хімія та метали | 14,3%   | 25%     |
| Переробка металів | 42,9%   | 37,5%   |
| Продукти харчування | 0%      | 0%      |
| Текстиль | 0%      | 0%      |
| Виробництво меблів, видання | 42,9%   | 37,5%   |
| Інше | 0%      | 0%      |
| Усього підприємств | 7       | 8       |

#### Роздрібна торгівля
| \| Підприємства роздрібної торгівлі міста, за сферою діяльності \| Підприємства роздрібної торгівлі міста, за сферою діяльності \| Підприємства роздрібної торгівлі міста, за сферою діяльності \| \| Рік \| 2002 р. \| 2001 р. \| \| ------------------------------------------------------------ \| ------------------------------------------------------------ \| ------------------------------------------------------------ \| \| Продукти харчування \| 13,3% \| 14,3% \| \| Одяг та взуття \| 0% \| 0% \| \| Товари для дому \| 33,3% \| 35,7% \| \| Книги та періодичні видання \| 0% \| 0% \| \| Промислова хімічна продукція \| 13,3% \| 14,3% \| \| Продукція, пов'язана з транспортними засобами \| 20% \| 21,4% \| \| Інше \| 20% \| 14,3% \| \| Усього підприємств \| 15 \| 14 \| |         |         |
| Підприємства роздрібної торгівлі міста, за сферою діяльності |         |         |
| Рік | 2002 р. | 2001 р. |
| Продукти харчування | 13,3%   | 14,3%   |
| Одяг та взуття | 0%      | 0%      |
| Товари для дому | 33,3%   | 35,7%   |
| Книги та періодичні видання | 0%      | 0%      |
| Промислова хімічна продукція | 13,3%   | 14,3%   |
| Продукція, пов'язана з транспортними засобами | 20%     | 21,4%   |
| Інше | 20%     | 14,3%   |
| Усього підприємств | 15      | 14      |

#### Сфера послуг
| \| Підприємства міста, що працюють у сфері послуг, за діяльністю \| Підприємства міста, що працюють у сфері послуг, за діяльністю \| Підприємства міста, що працюють у сфері послуг, за діяльністю \| \| Рік \| 2002 р. \| 2001 р. \| \| ------------------------------------------------------------- \| ------------------------------------------------------------- \| ------------------------------------------------------------- \| \| Гуртова торгівля \| 37,9% \| 31% \| \| Готелі та готельний бізнес \| 10,3% \| 10,3% \| \| Транспорт та зв'язок \| 6,9% \| 3,4% \| \| Посередницькі фінансові послуги \| 0% \| 3,4% \| \| Послуги підприємствам \| 6,9% \| 10,3% \| \| Послуги фізичним особам \| 20,7% \| 20,7% \| \| Нерухомість та ін. \| 17,2% \| 20,7% \| \| Усього підприємств \| 29 \| 29 \| |         |         |
| Підприємства міста, що працюють у сфері послуг, за діяльністю |         |         |
| Рік | 2002 р. | 2001 р. |
| Гуртова торгівля | 37,9%   | 31%     |
| Готелі та готельний бізнес | 10,3%   | 10,3%   |
| Транспорт та зв'язок | 6,9%    | 3,4%    |
| Посередницькі фінансові послуги | 0%      | 3,4%    |
| Послуги підприємствам | 6,9%    | 10,3%   |
| Послуги фізичним особам | 20,7%   | 20,7%   |
| Нерухомість та ін. | 17,2%   | 20,7%   |
| Усього підприємств | 29      | 29      |

## Житловий фонд
У 2001 р. 2,1% усіх родин (домогосподарств) мали житло метражем до 59 м², 9,3% - від 60 до 89 м², 37,9% - від 90 до 119 м² і
50,7% - понад 120 м².

З усіх будівель у 2001 р. 7,1% було одноповерховими, 73,8% - двоповерховими, 17,7
% - триповерховими, 1,4% - чотириповерховими, 0% - п'ятиповерховими, 0% - шестиповерховими,
0% - семиповерховими, 0% - з вісьмома та більше поверхами.

## Автопарк
| \| Автомобілі, зареєстровані у місті, за призначенням \| Автомобілі, зареєстровані у місті, за призначенням \| Автомобілі, зареєстровані у місті, за призначенням \| \| Рік \| 2006 р. \| 2005 р. \| \| -------------------------------------------------- \| -------------------------------------------------- \| -------------------------------------------------- \| \| Приватні автомобілі \| 52,9% \| 55,6% \| \| Мотоцикли \| 7,3% \| 6,2% \| \| Вантажівки \| 25,7% \| 25,2% \| \| Трактори \| 5,7% \| 6% \| \| Автобуси та ін. \| 8,4% \| 7% \| \| Усього автомобілів \| 783 шт. \| 755 шт. \| |         |         |
| Автомобілі, зареєстровані у місті, за призначенням |         |         |
| Рік | 2006 р. | 2005 р. |
| Приватні автомобілі | 52,9%   | 55,6%   |
| Мотоцикли | 7,3%    | 6,2%    |
| Вантажівки | 25,7%   | 25,2%   |
| Трактори | 5,7%    | 6%      |
| Автобуси та ін. | 8,4%    | 7%      |
| Усього автомобілів | 783 шт. | 755 шт. |

## Вживання каталанської мови
У 2001 р. каталанську мову у місті розуміли 96,5% усього населення (у 1996 р. - 99,1%), вміли говорити нею 86,1% (у 1996 р. - 
93,4%), вміли читати 84,9% (у 1996 р. - 91,1%), вміли писати 65,5
% (у 1996 р. - 64,6%). Не розуміли каталанської мови 3,5%.

## Політичні уподобання
У виборах до Парламенту Каталонії у 2006 р. взяло участь 251 особа (у 2003 р. - 260 осіб). Голоси за політичні сили розподілилися таким чином:
| \| Вибори до Парламенту Каталонії \| Вибори до Парламенту Каталонії \| Вибори до Парламенту Каталонії \| \| Рік \| 2006 р. \| 2003 р. \| \| -------------------------------------- \| ------------------------------ \| ------------------------------ \| \| Конвергенція та Єднання (CiU) \| 43,4% \| 39,2% \| \| Соціалістична партія Каталонії (PSC) \| 17,5% \| 16,9% \| \| Народна партія (PP) \| 10,8% \| 12,7% \| \| Ініціатива за зелену Каталонію (IC) \| 5,2% \| 3,5% \| \| Республіканська лівиця Каталонії (ERC) \| 21,9% \| 25,4% \| \| Громадянська партія (C's) \| 0% \| 0% \| \| Інші \| 1,2% \| 2,3% \| |         |         |
| Вибори до Парламенту Каталонії |         |         |
| Рік | 2006 р. | 2003 р. |
| Конвергенція та Єднання (CiU) | 43,4%   | 39,2%   |
| Соціалістична партія Каталонії (PSC) | 17,5%   | 16,9%   |
| Народна партія (PP) | 10,8%   | 12,7%   |
| Ініціатива за зелену Каталонію (IC) | 5,2%    | 3,5%    |
| Республіканська лівиця Каталонії (ERC) | 21,9%   | 25,4%   |
| Громадянська партія (C's) | 0%      | 0%      |
| Інші | 1,2%    | 2,3%    |

У муніципальних виборах у 2007 р. взяло участь 181 особа (у 2003 р. - 206 осіб). Голоси за політичні сили розподілилися таким чином:
| \| Муніципальні вибори \| Муніципальні вибори \| Муніципальні вибори \| \| Рік \| 2007 р. \| 2003 р. \| \| -------------------------------------- \| ------------------- \| ------------------- \| \| Конвергенція та Єднання (CiU) \| 0% \| 100% \| \| Соціалістична партія Каталонії (PSC) \| 100% \| 0% \| \| Народна партія (PP) \| 0% \| 0% \| \| Ініціатива за зелену Каталонію (IC) \| 0% \| 0% \| \| Республіканська лівиця Каталонії (ERC) \| 0% \| 0% \| \| Громадянська партія (C's) \| 0% \| 0% \| \| Інші \| 0% \| 0% \| |         |         |
| Муніципальні вибори |         |         |
| Рік | 2007 р. | 2003 р. |
| Конвергенція та Єднання (CiU) | 0%      | 100%    |
| Соціалістична партія Каталонії (PSC) | 100%    | 0%      |
| Народна партія (PP) | 0%      | 0%      |
| Ініціатива за зелену Каталонію (IC) | 0%      | 0%      |
| Республіканська лівиця Каталонії (ERC) | 0%      | 0%      |
| Громадянська партія (C's) | 0%      | 0%      |
| Інші | 0%      | 0%      |

## Варто відвідати
- Парафіяльна церква Св. Степана (кат. Sant Esteve), перебудована у романському стилі у XIII ст. Побудована на місці давнішої церкви.
- Замок Біли-сакри або Вежу настоятеля (кат. Torre de l'Abat, XI ст.).